# 谷应
谷应（1937年—），女，贵州安顺人。中共党员。儿童文学作家。

## 生平
1958年毕业于西南美术学院工艺美术系，1971年开始发表作品。1976年，谷应耳闻目睹了唐山大地震连续四十天的救灾工作，写下了短篇小说《亲人》。1983年加入中国作家协会。
曾任天津艺术博物馆美术陈列设计员，天津工艺美术学校教师，天津市文化局创评室编辑，中国作协天津分会编辑，天津市作协理事等职务。

## 作品
- . 新蕾出版社. 1981年2月. CSBN 10213·49.
- . 新蕾出版社. 1983年3月. CSBN 10213·157.
- . 北京十月文艺出版社. 1985年5月. CSBN 10326·51.
- . 少年儿童出版社. 1987年11月. CSBN 10024·4555.
- . 百花文艺出版社. 1988年2月. ISBN 9787530601822.
- . 百花文艺出版社. 1995年12月. ISBN 9787530618684.
- . 湖北教育出版社. 2000年1月. ISBN 9787535124319.